# Trichopteryx albinea
Trichopteryx albinea är en fjärilsart som beskrevs av Johan Martin Jacob af Tengström 1869. Trichopteryx albinea ingår i släktet Trichopteryx och familjen mätare. Inga underarter finns listade i Catalogue of Life.